# 아비스모 데 파시온
《아비스모 데 파시온》(스페인어: Abismo de pasión)은 2012년 방영된 멕시코의 텔레노벨라이다.